# Burgberg (Königsfeld im Schwarzwald)
Burgberg ist ein Ortsteil der Gemeinde Königsfeld im Schwarzwald im Schwarzwald-Baar-Kreis in Baden-Württemberg.

## Wappen
Beschreibung: „In Gold auf grünem Berg eine zweitürmige rote Burg.“

## Geographie
Burgberg liegt am Ostabhang des Schwarzwaldes 3 km nordöstlich von Königsfeld im Schwarzwald.
Es ist eine kleine, unregelmäßige Siedlung am Glasbach.

## Geschichte
1974 wurde Burgberg in die Gemeinde Königsfeld im Schwarzwald eingemeindet.

## Verwaltung
Zu Burgberg gehören das Dorf Burgberg, die Zinken Däplisberg, Fuchsloch, Hutzelberg, Nonnenberg und Winterberg (mit Burgberg zusammengewachsen), das Gehöft Bauernäcker und die Wohnplätze Hinterer Hutzelberg, Nonnenhalde, Nonnenmühle und Stellwald.